# Edwin Infante Rivero
Edwin Edgar Infante Rivero (Maracaibo, Venezuela) es un herpetólogo e ictiólogo venezolano. Sus estudios se enfocan en la diversidad, sistemática y taxonomía de anfibios, reptiles y peces anuales (Cyprinodontiformes) de Venezuela. 

## Biografía
Es autor de más de treinta publicaciones científicas y a la fecha ha descrito siete especies nuevas para la ciencia (seis anfibios anuros y un lagarto),  todas ellas endémicas de la Sierra de Perijá. Obtuvo su licenciatura en Biología por la Universidad del Zulia en 2003, y maestría en Zoología por la Universidad Central de Venezuela. Actualmente cursa estudios de doctorado en esta última.
Edwin se ha desempeñado como docente en la Universidad del Zulia (LUZ), Universidad Central de Venezuela (UCV) y Universidad Católica Cecilio Acosta (UNICA). Además ha incursionado en el deporte como boxeador y halterofilista con nivel de competencia, y en las artes plásticas (dibujo, pintura y escultura).

## Taxones descritos
- Aromobates tokuko Rojas-Runjaic, Infante-Rivero & Barrio-Amorós, 2011
- Cryptobatrachus remotus Infante-Rivero, Rojas-Runjaic, & Barrio-Amorós, 2009 "2008"
- Gonatodes lichenosus Rojas-Runjaic, Infante-Rivero, Cabello & Velozo, 2010
- Hyloscirtus japreria Rojas-Runjaic, Infante-Rivero, Salerno & Meza-Joya, 2018
- Pristimantis fasciatus Barrio-Amorós, Rojas-Runjaic & Infante-Rivero, 2008 "2007"
- Pristimantis turik Barrio-Amorós, Rojas-Runjaic & Infante-Rivero, 2008 "2007"
- Pristimantis yukpa Barrio-Amorós, Rojas-Runjaic & Infante-Rivero, 2008 "2007"

## Abreviatura (zoología)
La abreviatura Infante-Rivero  se emplea para indicar a Edwin Infante Rivero como autoridad en la descripción y taxonomía en zoología.

## Publicaciones
2004
- Rojas-Runjaic., F.J.M. & Infante R., E.E. 2004.  Geographic Distribution: Gonatodes petersi. Herpetological Review 35(4): 408–409.
- Rojas-Runjaic., F.J.M. & Infante R., E.E. 2004. Geographic Distribution: Liotyphlops albirostris. Herpetological Review 35(4): 411.

2005
- Infante-Rivero, E.E., Velozo D., P. & Rojas-Runjaic, F.J.M. 2005. Geographic Distribution: Drymarchon caudomaculatus. Herpetological Review 36(2): 203.
- Rojas R., F., Barros, T. & Infante R., E. 2005. Geographic Distribution: Pseudis paradoxa. Herpetological Review 36(3): 334.
- Rojas, F. & Infante, E. 2005. Geographic Distribution: Bachia heteropa lineata. Herpetological Review 36(3): 336.

2006
- Infante R., E.E., Barrio-Amorós, C.L. & Rojas-Runjaic, F.J.M. 2006. Geographic Distribution: Phyllomedusa venusta. Herpetological Review 37(1): 101.
- Infante, E. & Rojas-Runjaic, F. 2006. Phrynohyas venulosa. Larval cannibalism. Herpetological Review 37(1): 76.
- Infante, E., Rojas-Runjaic, F.J.M. & Barrio-Amorós, C.L. 2006. Geographic Distribution: Relictivomer pearsei. Herpetological Review 37(1): 102–103.
- Rojas-Runjaic, F.J.M. & Infante-Rivero, E.E. 2006. Reptilia, Squamata, Colubridae, Chironius exoletus: distribution extension, new state record. Check List 2(3): 82–83. doi 10.15560/2.3.82
- Barrio-Amorós, C.L., Díaz de Pascual, A., Mueses-Cisneros, J.J., Infante-Rivero., E.E. & Chacón, A. 2006. Hyla vigilans Solano, 1971, a second species for the genus Scarthyla, redescription and distribution in Venezuela and Colombia. Zootaxa 1349: 1–18.

2007
- Rojas-Runjaic, F.J.M., Infante-Rivero, E.E., Barrio-Amorós, C.L. & Barros, T.R. 2007. New Distributional Records of Amphibians and Reptiles from Estado Zulia in the Maracaibo Basin, Venezuela. Herpetological Review, 38(2): 235–237.

2008
- Rojas-Runjaic, F. & Infante-Rivero, E.E. 2008. First record of the forest racer snake Dendrophidion percarinatum (Cope, 1893) (Serpentes: Colubridae) from Venezuela. Caribbean Journal of Science, 44(1): 128–130. doi 10.18475/cjos.v44i1.a14
- Barrio-Amorós, C.L., Rojas-Runjaic, F. & Infante-Rivero, E.E. 2008 "2007". Tres nuevos Pristimantis Jiménez de la Espada (Anura: Strabomantidae) de la Sierra de Perijá, estado Zulia, Venezuela. Revista Española de Herpetología 21: 71–94.
- Rojas-Runjaic, F.J.M., Natera, M. &  Infante-Rivero, E.E. 2008. Reptilia, Squamata, Colubridae, Urotheca fulviceps: Distribution extension. Check List 4(4): 431–433. doi 10.15560/4.4.431
- Rojas-Runjaic, F.J.M., Becerra R., A.C. & Infante-Rivero, E.E. 2008. Aportes al conocimiento de la biología reproductiva del tuqueque de Perijá Gonatodes petersi Donoso-Barros, 1967 (Reptilia, Gekkonidae, Sphaerodactylinae). Saber 20(1): 117–123. Artículo completo (PDF).Archivado el 26 de octubre de 2017 en Wayback Machine.

2009
- Infante-Rivero, E.E., Rojas-Runjaic, F.J.M. & Barrio-Amorós, C.L. 2009 [2008]. Un nuevo Cryptobatrachus Ruthven, 1916 (Anura, Cryptobatrachidae) de la vertiente venezolana de la Sierra de Perijá. Memoria de la Fundación La Salle de Ciencias Naturales 68(169): 45–63.
- Infante-Rivero, E.E., Velozo, P. & Rojas-Runjaic, F.J.M. 2009. Primer registro del lagarto Anolis apollinaris, para Venezuela. Boletín del Centro de Investigaciones Biológicas 43(2): 299–304. Artículo completo (PDF).
- Rojas-Runjaic, F.J.M. & Infante-Rivero, E.E. 2009 [2008]. Redescripción de Gonatodes petersi Donoso-Barros, 1967 (Squamata: Gekkonidae), un tuqueque endémico de la Serranía de Perijá Venezolana. Memoria de la Fundación La Salle de Ciencias Naturales 68(170): 81–98. Artículo completo (PDF). Archivado el 28 de marzo de 2016 en Wayback Machine.
- Infante-Rivero, E.E. 2009. Primer registro de Porthidium lansbergii lansbergii Schlegel, 1841, en la Guajira venezolana, con comentarios sobre el género y la distribución en el estado Zulia. Herpetotropicos 5(1): 25-28.

2010
- Rojas-Runjaic, F.J.M., Infante-Rivero, E.E., Señaris, J.C. & Cabello, P. 2010. Amphibia, Anura, Centrolenidae, Centrolene daidaleum (Ruiz-Carranza and Lynch, 1991): First record for Venezuela, new altitudinal record, and distribution map. Check List 6(3): 460–462. doi 10.15560/6.3.460
- Rojas-Runjaic, F.J.M., Infante-Rivero, E.E., Cabello, P. & Velozo, P. 2010. A new non-sexually dichromatic species of the genus Gonatodes (Sauria: Sphaerodactylidae) from Sierra de Perijá, Venezuela. Zootaxa 2671: 1–16. Resumen
- Infante-Rivero, E.E., Natera-Mumaw, M. & ;Marcano, A. 2010. Extension of the distribution of Eunectes murinus (Linnaeus, 1758) and Helicops Angulatus (Linnaeus, 1758) in Venezuela, with notes on ophiophagia. Herpetotropicos 4(1): 39.

2011
- Rojas-Runjaic, F.J.M., Infante-Rivero, E.E. & Barrio-Amorós, C.L. 2011. A new frog of the genus Aromobates (Anura, Dendrobatidae) from Sierra de Perijá, Venezuela. Zootaxa 2919: 37–50. Primera página (PDF).

2012
- Rojas-Runjaic, F.J.M., Infante-Rivero, E.E. & Cabello, P. 2012. New records and distribution extensions of centrolenid frogs for Venezuela. Check List 8(4): 819–825. doi 10.15560/8.4.819

2015
- Infante-Rivero, E.E. 2015.Inventario de anfibios y reptiles en la agropecuaria San Sebastián, tierras bajas de Machíques de Perijá, estado Zulia, Venezuela. Boletín del Centro de Investigaciones Biológicas 49(2): 138-150.

2016
- Vieira-Fernandes, J.L., Rojas-Runjaic, F.J.M., Quihua, J.D. & Infante-Rivero, E.E. 2016. Nuevos registros del sapo hojarasquero Rhaebo haematiticus (Cope, 1862 (Anura, Bufonidae) y ampliación de su distribución en Venezuela. Memoria de la Fundación La Salle de Ciencias Naturales 73(179–180): 71–77. Artículo completo (PDF).
- Rojas-Runjaic, F.J.M., Infante-Rivero, E.E. & Barrio-Amorós, C.L. 2016. New records, range extension and call description for the stream-breeding frog Hyloscirtus lascinius (Rivero, 1970) in Venezuela. Amphibian & Reptile Conservation 10(1): 34–39 (e130). Artículo completo (PDF).

2018
- Infante-Rivero, E.E. 2018. Variación en el patrón de coloración de Anablepsoides hartii (Cyprinodontiformes: Cynolebiidae) en arroyos costeros de Venezuela. Revista de Biología Tropical, 66(1): 293-302.
- Rojas-Runjaic, F.J.M., Infante-Rivero, E.E., Salerno, P.E. & Meza-Joya, F.L. 2018. A new species of Hyloscirtus (Anura, Hylidae) from the Colombian and Venezuelan slopes of Sierra de Perijá, and the phylogenetic position of Hyloscirtus jahni (Rivero, 1961). Zootaxa 4382(1): 121–146. doi 10.11646/zootaxa.4382.1.4
- Rojas-Runjaic, F.J.M. & Infante-Rivero, E.E. 2018. Inventario rápido de los anfibios y reptiles del bosque montano del Cerro Las Antenas en la vertiente venezolana de la sierra de Perijá. Memoria de la Fundación La Salle de Ciencias Naturales, 76(184): 29-60. Artículo completo (PDF) Archivado el 26 de enero de 2020 en Wayback Machine.
- Rojas-Runjaic, F.J.M. & Infante-Rivero, E.E. 2018. Redescubrimiento de las serpientes Rhinobothryum bovallii (Andersson, 1916) y Plesiodipsas perijanensis (Alemán, 1953) en Venezuela. Memoria de la Fundación La Salle de Ciencias Naturales, 76(184): 83-92. Artículo completo (PDF) Archivado el 26 de enero de 2020 en Wayback Machine.